# Pan-nacionalismus

mapa paniranismu

Pan-hnutí nebo pan-nacionalismus označuje určitá nacionalistická nebo náboženská uskupení a jejich ideologické pozadí, jež usilují o sjednocení všech příslušníků určitého etnika nebo jazykové skupiny v jednom státě. Nejčastěji žijí tato etnika či jazykové skupiny v době vzniku této ideologie v několika různých státech.
Řecká předpona pan- znamená vše- (či všeobecný) ke zdůraznění, že cílem těchto hnutí je více, než pouhé sjednocení jednoho národa v jeden celek. Nejčastěji stojí ve vzájemném protikladu. Často svá tvrzení zátupci současných pan-hnutí ospravedlňují božským původem nebo božím záměrem etnika. Hannah Arendt označovala panhnutí (především pak pangermanismus a panslavismus) jako obzvláště agresivní formy etnického nacionalismu.

## Formy

### Etnogeografické
- Panarabismus (včetně pansyrismu; Arábie)
- Panslavismus (včetně neoslavismu)
  - Panrusismus
  - Pansrbismus (včetně srbokroatismu)
- Paniranismus (Íránské výšiny, Afghánistán, Tádžikistán, Uzbekistán)
- Panbulgarismus
- Panturkismus (včetně panturanismus; Ost- und SüdostEvropa und West-, Zentral- und Nordasie / vom Balkan bis nach China, von Zentralpersie bis zum Nordmeer)
- Panmezopotamismus (včetně asyrismu; Mezopotámie, Sýrie, Irák, syrští křesťané)
- Pansomalismus (Velkosomálsko; Somálsko včetně Ogaden, Džibutsko, Severozápadní Keňa)
- Pangermanismus (včetně panteutonismu; Německo)
- Panhelénismus (Řecko)
- Paniberismus (včetně panhispanismu; Španělsko/Portugalsko resp. Latinská Amerika)
- Panlatinismus (včetně panromanismu)
- Pansemitismus (Židé nebo Arabové)
- Velkofinsko
- Panitalianismus, viz iredentismus

### Geografické
- Panafrikanismus (Afrika)
- Panamerikanismus (US-geführt bzw. hispanoamerikanisch)
- Panasijské hnutí (též: panasiatismus; Asie)
- Panevropismus (Evropa)
- Pan-eurasie (Evropa, Blízký Východ a Asie)
- Skandinavismus (Skandinávie)

### Náboženské
- Panislamismus (náboženské místo nacionalistického)
- Pananglikanismus (pananglikánský kongres)